# Mujaddara

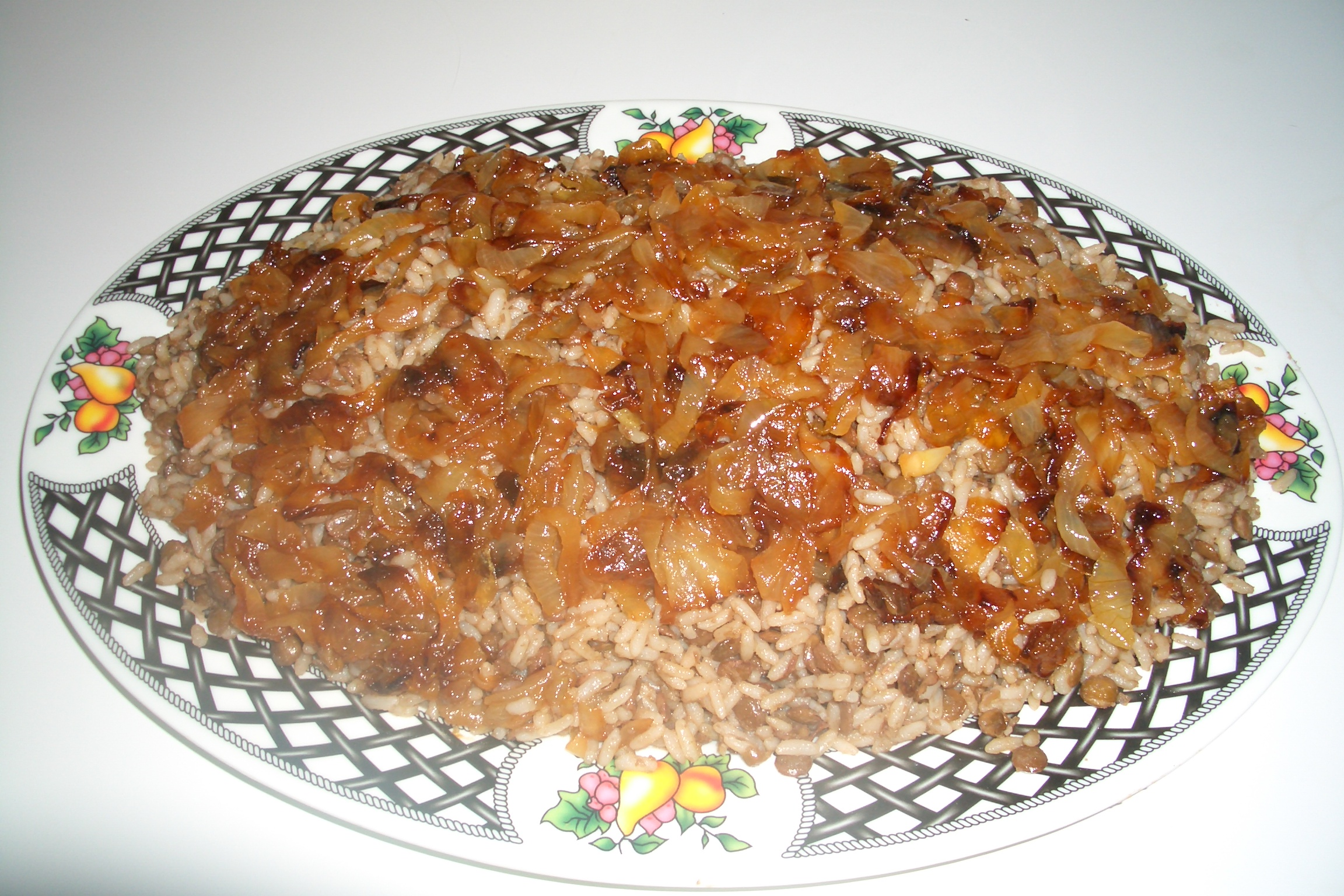
Mujaddara

Mujaddara (مجدرة)  ist ein traditionelles Linsengericht, das im Libanon, Syrien, Palästina, Jordanien und Ägypten verbreitet ist und auf mehrerlei Art zubereitet werden kann. Neben Mujaddara gibt es verschiedene andere Schreibweisen und Aussprachen des Namens: Megadarra, Majadra, Mejadra, Moujadara, Mudardara, Megadarra. Der Name ist arabisch und bedeutet „pockennarbig“. Die Linsen unter dem Reis oder Bulgur erinnern gleichsam an Pocken. Für die Christen des Nahen Ostens ist Mujaddara eine typische Fastenspeise.
Für das Gericht werden zunächst Linsen gekocht, sodann mit Reis oder Bulgur, Gewürzen (zum Beispiel mit Kreuzkümmel, Koriander, Kurkuma, Piment, Zimt, Salz, Paprika, schwarzem Pfeffer) und etwas Zucker weichgekocht. Vor dem Servieren werden frittierte Zwiebelringe untergemischt.
Dies ist die vegetarische Alltagsvariante des Gerichts. Außerdem gibt es eine Festtagsvariante mit Fleisch.
Älter ist die Zubereitung mit Graupen anstelle von Reis oder Bulgur, die laut dem Orientwissenschaftler Gustaf Dalman, „wenn halb gekocht, das beliebte Gericht meğaddara ergeben, wenn ganz gekocht, bērūtīye, [und] wenn ungekocht, mdardara.“